# آيت إخلف (تيوغزة)
آيت إخلف هي إحدى مشيخات المملكة المغربية، تتبع جغرافيا لإقليم سيدي إفني وإداريًا لتيوغزة. يقدر عدد سكانها بـ 4076 نسمة حسب الإحصاء الرسمي للسكان والسكنى لسنة 2004.